# Il trovatore
Il trovatore (em português O trovador) é uma ópera em quatro atos de Giuseppe Verdi. Estreou no Teatro Apollo, em Roma, em 19 de janeiro de 1853. Compõe juntamente com Rigoletto e La traviata a chamada "trilogia verdiana", formada pelas óperas mais populares de Verdi escritas uma seguida da outra. Foi baseada no romance El Trobador, de Antonio García Gutiérrez. A duração é de aproximadamente 150 minutos.

## Personagens
| Leonora       | soprano       |
| Azucena       | mezzo-soprano |
| Ines          | mezzo-soprano |
| Manrico       | tenor         |
| Conde di Luna | barítono      |
| Ferrando      | baixo         |

## Sinopse

### Prólogo
Em Biscaia, na Espanha, alguns soldados estão comentando a história de uma cigana, condenada à morte na fogueira por bruxaria, injustamente acusada de adoecer um dos filhos do conde. Antes de morrer ordenou à sua filha que a vingasse, e ela então seqüestrou um dos filhos do conde. Na pilha de cinzas foram encontrados os ossos de um bebé, mas o conde recusou-se a acreditar que era o seu filho raptado.
Antes de morrer, o conde pediu ao seu primogénito que procurasse Azucena. 

### Ato I: "O Duelo"
Palácio de Aliaferia, em Aragão. Leonora está com a sua camareira Inês nos jardins do palácio e lhe conta sobre seu amor por um trovador desconhecido e que viria encontrá-la aquela noite. Aparece o Conde de Luna, irmão do bebê seqüestrado. Aparece o trovador, e Leonora - por engano - se declara ao conde, que também a ama. O conde se declara rival do trovador e este lhe revela o nome: é Manrico, seguidor de Urgel, um herege. Os dois iniciam o duelo, e Leonora desmaia.

### Ato II: "A Cigana"
Amanhece. A meio do trabalho dos ferreiros dentro do acampamento cigano, Azucena, mãe de Manrico, o trovador, conta-lhe que em tempos, para vingar a morte de sua mãe condenada à fogueira pelo Conde, raptou um filho do Conde de Luna para o atirar às chamas. No momento, perturbada com o horror da cena e com os gritos atrozes de sua progenitora, acabou por cometer o erro de atirar o próprio filho na fogueira em vez do filho do conde. Manrico fica perturbado, mas apesar de Azucena afinal não ser sua mãe, sempre foi como uma e lhe teve amor e estima. Azucena alega que, caso ela não fosse de facto sua mãe, não teria cuidado com tanta dedicação de suas feridas na luta com o conde. Manrico diz ter derrotado o conde mas que fora misteriosamente impedido de o matar por um estranho poder.
Um mensageiro aproxima-se e anuncia que Leonora, que amava Manrico, resolveu virar freira. Desta forma, Manrico vai ao convento e frustra os planos do Conde de Luna, que pensava em seqüestrá-la para com ela se casar.

### Ato III: "O Filho da Cigana"
Depois de sitiarem Castellor, onde estavam Manrico e seus seguidores, reaparecem os soldados do Conde de Luna. Azucena é presa depois por certas suspeitas, e é reconhecida como aquela que roubou o filho de conde. O conde descobre que ela é mãe de Manrico, e fica ainda mais furioso.
Em Castellor, terminam os preparativos para o casamento de Leonora e Manrico. No momento das núpcias, Ruiz, o escudeiro de Manrico, avisa que Azucena está presa e condenada à fogueira. Manrico aborta o casamento, e decide correr em socorro de sua mãe.

### Ato IV: "O Suplício"
Noite escuríssima. Leonora anda ao redor do castelo do Conde de Luna, que mantém Manrico aprisionado. De dentro do castelo, ouve-se o "Miserere", salmo entoado pelos prisioneiros. Leonora corre em socorro de Manrico, e se envenena.
Dentro da cela, Leonora confessa ter se envenenado e, antes de morrer, avisa que Manrico está livre. Chega o conde, e vê Leonora morta - agora, colocando Manrico sob suspeita. É ordenada a execução de Manrico. Enquanto ele caminha diante do cadafalso, Azucena implora ao Conde que impeça a execução. O conde leva Azucena até à janela, e esta vê Manrico sendo estrangulado pela forca. Enfim, é revelado o segredo terrível: Manrico era o irmão do Conde, que fora raptado.

## Árias famosas
- Tacea la notte placida (ária de Leonora, 1º ato)
- Vedi le fosche notturne (coro dos ferreiros, 2º ato)
- Stride la vampa (ária de Azucena, 2º ato)
- E deggio e posso crederlo (quarteto, 2º ato)
- Il balen del suo sorriso (ária do Conde de Luna, 2º ato)
- Or co' dadi ma fra poco (coro dos soldados, 3º ato)
- Ah sì, ben mio coll'essere (ária de Manrico, 3º ato)
- D'amor sull'ali rosee (ária de Leonora, 4º ato)
- Miserere (salmo, 4º ato)